# Наратив

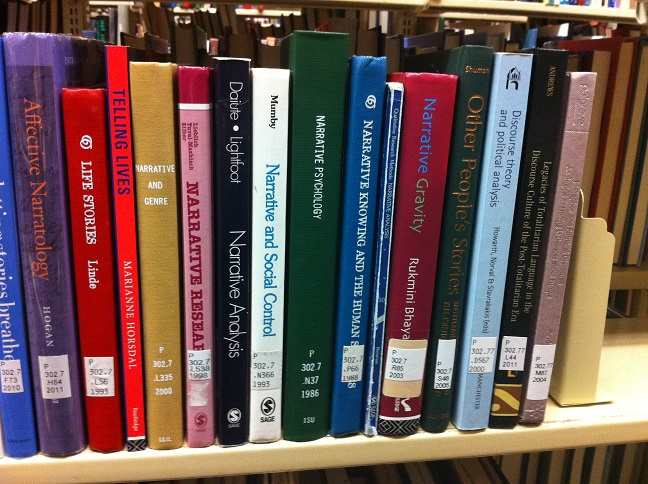
Наративні книги

Нарати́в, або о́повідь (англ. і фр. narrative — «оповідь», від лат. narrare — «розповідати», «пояснювати») — сукупність пов'язаних між собою реальних чи вигаданих подій, фактів або вражень, які складають оповідний текст. А також — процес повідомляння такого тексту (нарація) і метод впорядковування дискурсу. Особу, котра здійснює наратив, називають оповідачем (наратором).

## Історія терміна
Латинський термін «narratio» (від narrare) позначав до I століття н. е. частину промови оратора, яка слідувала за промовою тезису. Пізніше його почали вживати в риториці щодо промови загалом. Етимологічно пов'язується з латинським прикметником «gnarus» — «знавець». Виникле від «narratio» «narrative» буквально означає «оповідь» та до середини XX століття часто вживалося щодо сюжетних текстів: міфів, легенд, епосів, романів тощо. Інтерес до наративів зріс у 1970–1990-і роки на тлі досліджень того, які суб'єктивні сенси вносить автор до тексту, що відображає об'єктивні минулі події.
Американський літературний критик Фредрік Джеймсон писав, що: «Наратив — центральна функція або приклад людського розуму». Французький філософ Жан-Франсуа Ліотар називав нарацію «найбільш істотною формою звичайного пізнання». За його спостереженнями, найпростішою формою нарації є поєднання іменника з дієсловом. Йому ж належить введений у 1979 році термін «гранднаратив» («великий наратив»), який позначає текст, що задає систему рамок, у якій пишуться окремі історичні в широкому розумінні тексти, визначаючи що власне є історією.
Дослідження наративів розділилося на низку напрямів: теорії російських формалістів Володимира Проппа, Борис Ейхенбаума та Віктора Шкловського; діалогічна теорія наративу, започаткована Михайлом Бахтіним; теорії нової критики (Річард Блекмар); неоарістотеліанські теорії (Чиказька школа: Вейн Бут, Роналд Крейн); психоаналітичні теорії (Кеннет Берк, Жан Лакан, Зигмунд Фрейд, Карл Абрагам); герменевтичні та феноменологічні теорії (Жорж Пуле, Поль Рікер); структуралістські, семіотичні теорії (Ролан Барт, Альгірдас Греймас, Клод Леві-Строс, Цветан Тодоров, Гайден Вайт); постструктуралістські та деконструктивістські теорії (Жак Деріда, Пол де Ман).
Якщо структуралістська думка 1970—1980 років обмежувались аналізом традиційних або художніх текстів та технік розповіді як наративів, то виникла паралельно наратологія стверджує розповідальну природу і нетекстуальних у традиційному сенсі об'єктів: наук, релігій. Така думка здобула назву «наративний поворот», дану Мартіном Крайсвортом у 1992 році (спершу як «narrativist turn», потім «narrative turn»).
В українській культурі концепцію «повернення великих наративів» («повернення деміургів») розробляють філософи та письменники Олег Гуцуляк та Володимир Єшкілєв. Зокрема, вони видали в 1998 р. «Повернення деміургів: Малу українську енциклопедію актуальної літератури» (МУЕАЛ). З 2004 р. функціонує Інститут стратегічного аналізу наративних систем [Архівовано 25 травня 2015 у Wayback Machine.].

## Характеристики наративу
Головна функція наративу — репрезентація одиничної події або численних подій. Наратив організовує людський досвід у складений зі знаків текст — усний, письмовий чи утворений іншими знаками, наприклад, зображеннями. Наратив протиставляється уявленню — якщо перший виражається в мові, то уявлення відбувається подумки й недоступне іншим людям. Він є універсальним інструментом як для оповідання, так і сприйняття знань і їх передачі. Наративом може бути як художній чи публіцистичний, науковий або інший словесний текст, так і система знань — міфологія, релігійна чи наукова теорія.
Переважно наратив відображає хронологічний порядок того, що відбувалося в дійсності чи уяві — від ранішого до пізнішого. Проте окремі частини наративу можуть мати інший порядок. Наприклад, текст спочатку подає пізніші подій, після чого зображає що їм передувало. Але в будь-якому випадку наратив подає одні події, факти й уявлення як підстави для інших.
Гранднаративи (інакше «домінантні розповіді») визначають зміст менших наративів, а через них — способи організації культури та соціального життя. Наприклад, для наративів української історії XX—XXI століть гранднаративом є «Історія України-Руси» Михайла Грушевського.
Повідомлення наративу здійснюється наратором. Розділяються експліцитний та імпліцитний наратори. Експліцитний — це особа, що фізично повідомляє наратив, наприклад, читець чи репортер. Такий наратор неминуче накладає на повідомлення відбиток власного досвіду. Імпліцитний наратор не існує буквально, він є відображенням у тексті позиції автора, що повідомляється через персонажів чи звернення самого автора до читачів, слухачів або глядачів. Нарація може виконуватися не одним наратором, а через їх низку: первинного та вторинного нараторів.